# Internationaal Wegcriterium 2011
Het Internationaal Wegcriterium 2011 (Frans: Critérium International 2011) werd verreden van 26 maart tot 27 maart 2011 op het eiland Corsica in Frankrijk. De wedstrijd maakte deel uit van de UCI Europe Tour 2011. Het was de tweede editie die op Corsica werd georganiseerd.

## Etappe-overzicht
| Etappe | Datum    | Start         | Aankomst          | Afstand | Type                |
| ------ | -------- | ------------- | ----------------- | ------- | ------------------- |
| 1e     | 26 maart | Porto-Vecchio | Col de l’Ospedale | 198 km  | Bergrit             |
| 2e     | 27 maart | Porto-Vecchio | Porto-Vecchio     | 75 km   | Vlakke rit          |
| 3e     | 27 maart | Porto-Vecchio | (ITT)             | 7 km    | Individuele tijdrit |

## Etappe-uitslagen

### 1e etappe
| Porto-Vecchio – Col de l’Ospedale (198 km) |                 |                   |          |
| Plaats                                     | Naam            | Ploeg             | Tijd     |
| Winnaar                                    | Fränk Schleck   | Team Leopard-Trek | 5u21'02" |
| 2                                          | Vasil Kiryjenka | Team Movistar     | + 16"    |
| 3                                          | Rein Taaramäe   | Cofidis           | +22"     |

### 2e etappe
| Porto-Vecchio – Porto-Vecchio (75 km) |                |                |          |
| Plaats                                | Naam           | Ploeg          | Tijd     |
| Winnaar                               | Simon Geschke  | Skil-Shimano   | 1u43'10" |
| 2                                     | Murilo Fischer | Garmin-Cervélo | z.t.     |
| 3                                     | Laurent Mangel | Saur-Sojasun   | z.t.     |

### 3e etappe
| Porto-Vecchio – Porto-Vecchio (individuele tijdrit over 7 km) |                 |                   |       |
| Plaats                                                        | Naam            | Ploeg             | Tijd  |
| Winnaar                                                       | Andreas Klöden  | Team RadioShack   | 8'46" |
| 2                                                             | Bradley Wiggins | Sky ProCycling    | + 4"  |
| 3                                                             | Jakob Fuglsang  | Team Leopard-Trek | + 10" |

## Eindklassementen
| Plaats    | Naam                   | Ploeg              | Tijd     |
| --------- | ---------------------- | ------------------ | -------- |
| Gele trui | Fränk Schleck          | Team Leopard-Trek  | 7u13'32" |
| 2         | Vasil Kiryjenka        | Team Movistar      | + 13"    |
| 3         | Rein Taaramäe          | Cofidis            | + 30"    |
| 4         | Alexandre Geniez       | Skil-Shimano       | + 1'14"  |
| 5         | Tiago Machado          | Team RadioShack    | + 1'15"  |
| 6         | Jean-Christophe Péraud | AG2R-La Mondiale   | + 1'16"  |
| 7         | Ryder Hesjedal         | Garmin-Cervélo     | + 1'19"  |
| 8         | Pierrick Fédrigo       | Française des Jeux | + 1'23"  |
| 9         | David López            | Team Movistar      | + 1'25"  |
| 10        | Sergej Lagoetin        | Vacansoleil-DCM    | z.t.     |
|           |                        |                    |          |
| 28        | Maxime Monfort         | Team Leopard-Trek  | + 6'39"  |
| 36        | Martijn Keizer         | Vacansoleil-DCM    | + 8'33"  |

| Plaats      | Naam            | Ploeg             | Punten |
| ----------- | --------------- | ----------------- | ------ |
| Groene trui | Vasil Kiryjenka | Team Movistar     | 16     |
| 2           | Fränk Schleck   | Team Leopard-Trek | 15     |
| 3           | Andreas Klöden  | Team RadioShack   | 15     |

| Plaats        | Naam         | Ploeg             | Punten |
| ------------- | ------------ | ----------------- | ------ |
| Bolletjestrui | Pim Ligthart | Vacansoleil-DCM   | 24     |
| 2             | Renaud Dion  | Bretagne-Schuller | 16     |
| 3             | Yukihiro Doi | Skil-Shimano      | 12     |

| Plaats     | Naam             | Ploeg         | Tijd     |
| ---------- | ---------------- | ------------- | -------- |
| Witte trui | Rein Taaramäe    | Cofidis       | 7u13'42" |
| 2          | Alexandre Geniez | Skil-Shimano  | + 44"    |
| 3          | Cyril Gautier    | Team Europcar | + 1'18"  |

| Plaats | Ploeg               | Tijd      |
| ------ | ------------------- | --------- |
|        | Team Movistar       | 21u42'35" |
| 2      | Team Leopard-Trek   | + 4'55"   |
| 3      | Team Garmin-Cervélo | +5'10"    |

1932 · 1933 · 1934 · 1935 · 1936 · 1937 · 1938 · 1939 · 1940 · 1941 (bezet + vrij) · 1942 (bezet + vrij) · 1943 (bezet + vrij) · 1944 · 1945 · 1946 · 1947 · 1948 · 1949 · 1950 · 1951 · 1952 · 1953 · 1954 · 1955 · 1956 · 1957 · 1958 · 1959 · 1960 · 1961 · 1962 · 1963 · 1964 · 1965 · 1966 · 1967 · 1968 · 1969 · 1970 · 1971 · 1972 · 1973 · 1974 · 1975 · 1976 · 1977 · 1978 · 1979 · 1980 · 1981 · 1982 · 1983 · 1984 · 1985 · 1986 · 1987 · 1988 · 1989 · 1990 · 1991 · 1992 · 1993 · 1994 · 1995 · 1996 · 1997 · 1998 · 1999 · 2000 · 2001 · 2002 · 2003 · 2004 · 2005 · 2006 · 2007 · 2008 · 2009 · 2010 · 2011 · 2012 · 2013 · 2014 · 2015 · 2016